# David Coverdale
David Coverdale (* 22. září 1951) je anglický rockový zpěvák. Nejvíce se proslavil s anglickou hard rockovou skupinou Deep Purple a později se svojí skupinou Whitesnake.
Začínal ve skupině Fabulosa Brothers. v letech 1965–68 začal Coverdale vystupovat s místní kapelou Vintage 67. V letech 1973–76 se Coverdale připojil k Deep Purple jako zpěvák. Poté nahrál poměrně neúspěšná alba White Snakes (1977) a Northwinds (1978). V roce 1978 pojmenoval svoji skupinu podle svého prvního alba – Whitesnake a působil v ní několik dalších let. V roce 1993 natočil jednorázový projekt s bývalým členem skupiny Led Zeppelin – Jimmy Pagem. V září 2000 vydal sólové album "Into the Light".
Coverdale řekl, že rok 2021 je ideální pro odchod do důchodu. Nakonec řekl, že turné na rozloučenou by se mohlo odehrát v roce 2022. Coverdale uvedl, že důvodem odchodu do důchodu je stres z cestování a věk.